# 蘇希亞雷河
蘇希亞雷河（烏克蘭語：Сухі Яли），是烏克蘭的河流，位於該國東部，屬於沃夫恰河的左支流，流經頓涅茨克州的康斯坦丁诺皮尔，河道全長49公里，流域面積697平方公里，